# Anne de Mowbray, 8. hraběnka z Norfolku
Anne de Mowbray, 8. hraběnka z Norfolku, později vévodkyně z Yorku a vévodkyně z Norfolku (10. prosince 1472, Hrad Framlingham, Suffolk – 19. listopadu 1481, Greenwich, Londýn) byla dětská nevěsta Richarda ze Shrewsbury, jednoho z princů z Toweru. Zemřela ve věku osmi let.

## Původ
Anne se narodila na hradě Framligham v Suffolku. Byla jediným přeživším dítětem Johna de Mowbrayho, 4. vévody z Norfolku a Lady Elizabeth Talbot. Jejími prarodiči z matčiny strany byli John Talbot, 1. hrabě ze Shrewsbury a jeho druhá manželka Lady Margaret Beauchamp. Když její otec v roce 1476 zemřel, stala se Anne jedinou dědičkou rodinného bohatství.

## Manželství
Dne 15. ledna 1478 ve věku pěti let byla provdána v Kapli svatého Štěpána ve Westminsteru za Richarda ze Shrewsbury, vévodu z Yorku, kterému byli čtyři roky. Byl synem krále Eduarda IV. a královny Alžbeta Woodvillové.

## Smrt a dědictví
Anne zemřela v Greenwich v Londýně, dva roky předtím, než její manžel zmizel v londýnském Toweru spolu se svým bratrem Eduardem V. Po její smrti měl majetek rodiny připadnout jejím bratrancům Williamovi, vikomtovi Berkeley a Johnovi, lordu Howardovi. V lednu roku 1483 však parlament přiřkl majetek jejímu manželovi Richardovi a po něm měli dědit jeho budoucí potomci.

## Místo odpočinku
Anne byla pohřbena v olověné rakvi v kapli sv. Erasma ve Westminsterském opatství. Když byla kaple v roce 1502 zbourána, aby se zde uvolnilo místo pro hrobku krále Jindřicha VII., Annina rakev byla přesunuta do opatství svaté Kláry. Následně její rakev zmizela.
V prosinci roku 1964 stavebníci omylem prorazili klenbu ve Stepney a našli rakev Anne. Ta byla následně otevřena a její ostatky zkoumali vědci. V roce 1965 byla po dokončení průzkumů  uložena ve Westminsterském opatství. Na její lebce byly stále její rudé vlasy a kolem ní bylo zachováno rouno, ve kterém byla při pohřbívání zabalena. V hrobce krále Jindřicha VII., kam byla uložena, byl uložen i její manžel Richard a jeho bratr Eduard V.